# Bruno Soares
Bruno Soares (n. 27 de febrero de 1982 en Belo Horizonte, Brasil) es un jugador de tenis brasileño. De poca participación a nivel ATP en individuales, se destaca por su juego en dobles. Hizo su debut en el Equipo brasileño de Copa Davis en 2005 y su mejor posición en el ranking individual ha sido Nº221 y 2.º en dobles. Soares fue campeón de Abierto de Australia y Abierto de Estados Unidos, y ha ganado cuatro títulos de dobles en los Masters 1000.

## Biografía
Su nombre completo es Bruno Fraga Soares. Habla portugués, español e inglés. Viene de una familia jugadora de tenis. Empezó a jugar con cinco años. Fue educado en el Colegio Pitágoras, en Belo Horizonte. Su objetivo en el tenis es "solo ser el mejor jugador que pueda ser. Me esforzaré para ser lo mejor posible y sería feliz con eso". Durante su convalecencia de una lesión de rodilla en 2007, abrió dos centro de fitness en Belo Horizonte. Se inspiró para concentrarse en su carrera de dobles porque "Quería jugar torneos ATP y Grand Slam. Ví a Melo y Sa competir y hacerlo bien y supe que no estaría solo como el único brasileño en el tour". Considera su superficie favorita las pistas duras y su golpe favorito la derecha. Su torneo favorito es el Masters de Miami. Su ídolo de la infancia fue Pete Sampras.
En el año 2009, en su primer año completo en el circuito ATP World Tour, logró su segundo título (c/Ullyett) de dos apariciones en finales. En febrero, avanzó a semifinales en Delray Beach (c/Butorac). En eventos ATP World Tour Masters 1000 (c/Ullyett), alcanzó los cuartos en Miami, Roma y semifinales en Madrid. La pareja alcanzó cuartos de final en Roland Garros (p. ante Dlouhy-Paes) y Wimbledon (p. ante Bryan-Bryan). Alcanzó las semifinales en Eastbourne y una tercera final en el ATP World Tour (c/Ullyett) en New Haven (p. ante Knowle-Melzer). Capturó su segundo título por equipos en Estocolmo, batiendo a Aspelin-Hanley 64 76(4) en 91-minutos en la final. La pareja se quedó cerca de clasificarse para las Finales Barclays ATP World Tour. Logró un máximo en su carrera en el N.º 14 del ranking de dobles el 14 de mayo.
En 2010 formó pareja junto a su compatriota brasileño Marcelo Melo, y la pareja alcanzó cuatro finales ATP World Tour levantando un título. En enero, fue finalista en Auckland (p. ante Daniell-Tecau). Levantó su primer título por equipos en Niza en mayo, batiendo a Bopanna-Qureshi 16 63 10-5 en la final. “Estoy muy contento, porque hemos sido amigos por mucho tiempo y somos del mismo club de tenis. Es realmente especial para nosotros. Creo que mantuvimos la calma, cuando jugaron muy bien en el primer set. Fue duro y no tuvimos oportunidad alguna. Pero después de eso, remontamos y jugamos muy sólidos en el tie-break por el partido". Llegó a su tercer partido por el título en Gstaad en julio (p. ante Brunstrom-Nieminen) y avanzó a la final de Metz (p. ante Brown-Wassen). También llegó a cinco semifinales y dos cuartos de final (incluyendo Roland Garros). Representó a Brasil en las eliminatorias de la Copa Davis contra Uruguay e India.

### 2011
El brasileño completó su mejor temporada en el ATP World Tour al alcanzar un máximo en su carrera de 5 finales, ganando títulos consecutivos en Santiago y Costa do Sauipé (c/Melo) en febrero. También finalista en Acapulco y Estocolmo (c/Melo) y el Masters de Monte Carlo (c/Chela). Formó pareja la mayor parte de la temporada con Melo, logrando juntos un registro de 32-23 y finalizando el No.10 en el Ranking por equipos ATP de Dobles. Finalizó el año el mejor puesto de su carrera en el N.º 19 individualmente en dobles y ganó un premio máximo en su carrera de 235.186$.

### 2012
El brasileño finalizó en el Top 20 en dobles por segundo año seguido y logró un máximo en su carrera de 5 títulos ATP World Tour con tres compañeros distintos. Ganó un máximo en su carrera de 43 partidos. En febrero en suelo de casa ganó el título en Sao Paulo (c/Butorac) y luego en unas cuatro semanas de títulos en Kuala Lumpur, Tokio (c/Peya) y Estocolmo (c/Melo). En Grand Slam, alcanzó los cuartos de final en el Abierto de Australia (c/Butorac) y US Open (c/Peya). También hizo cuartos de final en las olimpíadas de Londres (c/Melo). Finalizó la temporada con un registro de 14-4 (c/Peya) y el N.º 12 en el Ranking de Dobles ATP por Equipos, el N.º 19 individualmente.

### 2013
El brasileño finalizó en un puesto más alto de su carrera en el N.º 3 y capturó un máximo en su carrera de 6 títulos (5 c/Peya, 1 c/Fleming) y alcanzó 5 finales (todas c/Peya). Ganó un máximo personal de 61 partidos (61-20). Capturó su primer título ATP Masters 1000 en Montreal (v. a Fleming - A. Murray) también ganó títulos en Auckland (c/Fleming) y São Paulo, Barcelona, Eastbourne y Valencia (c/Peya). En Grand Slam, alcanzó su primera final en el US Open (p. ante Paes-Stepanek), semifinales en Roland Garros (p. ante los Bryans), tercera ronda en Wimbledon y en segunda ronda en el Abierto de Australia. Se clasificó para la primera aparición de su carrera en las Finales Barclays ATP World Tour en Londres y alcanzó las semifinales (p. ante los Bryans 10-8 en el TB). Finalizó la temporada con un registro de 55-20 (c/Peya) y el N.º 2 en el Ranking de Dobles Emirates ATP World Tour.

### 2014
Como máximo favorito en Auckland con Peya fueron vicecampeones (p. con Knowle-Melo 10-5 en Match TB). También con Peya cayeron en la tercera ronda del Abierto de Australia (p. con Llodra-Mahut). Llegaron a las semifinales en Río de Janeiro (c/Peya), perdiendo ante Juan Sebastián Cabal-Robert Farah.
Con Peya vencieron a Roger Federer-Stanislas Wawrinka en las semifinales Masters de Indian Wells, antes de caer con los Bryan en la final.
Con Peya llegó a los cuartos de final del Masters de Monte Carlo (p. con Mirnyi-Youzhny 11-9 en Match TB). Con Peya cayó en cuartos de final del Masters de Madrid (p. con Nestor-Zimonjic). Cayó en segunda ronda de Roland Garros (c/Peya) ante Begemann-Haase.
El 15 de junio ganó su novena corona (c/Peya) tras vencer a J. Murray-Peers 10-4 en Match TB de la final en Londres Torneo de Queen's Club. El 20 de junio quedó 9-10 en finales ATP World Tour (c/Peya) al caer en la final de Eastbourne (p. con Huey-Inglot 10-8 en Match TB).
Quedó 17-19 en finales de dobles ATP World Tour al caer en la final de Hamburgo (c/Peya) ante Marin Draganja-Florin Mergea. Había sido vicecampeón en 2013 con Peya.
El 10 de agosto, junto con Alexander Peya, ganaron el Masters de Toronto venciendo en la final a Ivan Dodig-Marcelo Melo. Fue su décimo título juntos. Se convirtió en el primer equipo en ganar dos títulos consecutivos en Canadá desde Bob Hewitt-Raúl Ramírez en 1976-1977. Llegó a cuartos de final del Masters de Cincinnati por segundo año consecutivo con Peya, perdiendo 10-7 en el match tie break contra Pospisil-Sock.

## Títulos de Grand Slam

### Dobles

#### Campeón (3)
| Año  | Torneo               | Pareja       | Oponentes                            | Resultado     |
| 2016 | Abierto de Australia | Jamie Murray | Daniel Nestor Radek Štepánek         | 2-6, 6-4, 7-5 |
| 2016 | Abierto de EE. UU.   | Jamie Murray | Pablo Carreño Guillermo García-López | 6-2, 6-3      |
| 2020 | Abierto de EE. UU.   | Mate Pavić   | Wesley Koolhof Nikola Mektić         | 7-5, 6-3      |

#### Finalista (3)
| Año  | Torneo             | Pareja       | Oponentes en la final       | Resultado     |
| 2018 | Abierto de EE. UU. | Łukasz Kubot | Mike Bryan Jack Sock        | 3-6, 1-6      |
| 2020 | Roland Garros      | Mate Pavić   | Kevin Krawietz Andreas Mies | 3-6, 5-7      |
| 2021 | Abierto de EE. UU. | Jamie Murray | Rajeev Ram Joe Salisbury    | 6-3, 2-6, 2-6 |

### Dobles mixto

#### Campeón (3)
| Año  | Torneo               | Pareja              | Oponentes                        | Resultado            |
| 2012 | Abierto de EE. UU.   | Yekaterina Makarova | Kveta Peschke Marcin Matkowski   | 6-7(8), 6-1, [12-10] |
| 2014 | Abierto de EE. UU.   | Sania Mirza         | Abigail Spears Santiago González | 6-1, 2-6, [11-9]     |
| 2016 | Abierto de Australia | Yelena Vesnina      | Coco Vandeweghe Horia Tecău      | 6-4, 4-6, [10-5]     |

#### Finalista (1)
| Año  | Torneo    | Pareja       | Oponentes                         | Resultado     |
| 2013 | Wimbledon | Lisa Raymond | Kristina Mladenovic Daniel Nestor | 7-5, 2-6, 6-8 |

## Títulos ATP (35; 0+35)

### Dobles (35)
| Leyenda                   |
| Grand Slam (3)            |
| ATP World Tour Finals (0) |
| ATP Masters 1000 (4)      |
| ATP World Tour 500 (9)    |
| ATP World Tour 250 (19)   |

| N.º | Fecha                    | Torneo               | Superficie        | Pareja         | Oponentes en la final                   | Resultado               |
| --- | ------------------------ | -------------------- | ----------------- | -------------- | --------------------------------------- | ----------------------- |
| 1.  | 16 de junio de 2008      | Nottingham           | Hierba            | Kevin Ullyett  | Jeff Coetzee Jamie Murray               | 6-2, 7-6(5)             |
| 2.  | 19 de octubre de 2009    | Estocolmo            | Dura (i)          | Kevin Ullyett  | Simon Aspelin Paul Hanley               | 6-4, 7-6(4)             |
| 3.  | 22 de mayo de 2010       | Niza                 | Tierra batida     | Marcelo Melo   | Rohan Bopanna Aisam-ul-Haq Qureshi      | 1-6, 6-3, [10-5]        |
| 4.  | 6 de febrero de 2011     | Santiago             | Tierra batida     | Marcelo Melo   | Łukasz Kubot Oliver Marach              | 6-3, 7-6(3)             |
| 5.  | 13 de febrero de 2011    | Costa do Sauipe      | Dura              | Marcelo Melo   | Pablo Andújar Daniel Gimeno             | 7-6(4), 6-3             |
| 6.  | 19 de febrero de 2012    | São Paulo            | Tierra batida (i) | Eric Butorac   | Michal Mertiňák Andre Sá                | 3-6, 6-4, [10-8]        |
| 7.  | 30 de septiembre de 2012 | Kuala Lumpur         | Dura (i)          | Alexander Peya | Colin Fleming Ross Hutchins             | 5-7, 7-5, [10-7]        |
| 8.  | 7 de octubre de 2012     | Tokio                | Dura              | Alexander Peya | Leander Paes Radek Štěpánek             | 6-3, 7-6(5)             |
| 9.  | 21 de octubre de 2012    | Estocolmo            | Dura (i)          | Marcelo Melo   | Robert Lindstedt Nenad Zimonjić         | 6-7(4), 7-5, [10-6]     |
| 10. | 28 de octubre de 2012    | Valencia             | Dura (i)          | Alexander Peya | David Marrero Fernando Verdasco         | 6-3, 6-2                |
| 11. | 12 de enero de 2013      | Auckland             | Dura              | Colin Fleming  | Johan Brunström Frederik Nielsen        | 7-6(1), 7-6(2)          |
| 12. | 17 de febrero de 2013    | São Paulo            | Tierra batida (i) | Alexander Peya | František Čermák Michal Mertiňák        | 6-7(5), 6-2, [10-7]     |
| 13. | 28 de abril de 2013      | Barcelona            | Tierra batida     | Alexander Peya | Robert Lindstedt Daniel Nestor          | 5-7, 7-6(7), [10-4]     |
| 14. | 21 de junio de 2013      | Eastbourne           | Hierba            | Alexander Peya | Colin Fleming Jonathan Marray           | 3-6, 6-3, [10-8]        |
| 15. | 11 de agosto de 2013     | Montreal             | Dura              | Alexander Peya | Andy Murray Colin Fleming               | 6-4, 7-6(4)             |
| 16. | 27 de octubre de 2013    | Valencia             | Dura (i)          | Alexander Peya | Bob Bryan Mike Bryan                    | 7-6(3), 6-7(1), [13-11] |
| 17. | 15 de junio de 2014      | Queen's Club         | Hierba            | Alexander Peya | Jamie Murray John Peers                 | 4-6, 7-6(4), [10-4]     |
| 18. | 10 de agosto de 2014     | Toronto              | Dura              | Alexander Peya | Ivan Dodig Marcelo Melo                 | 6-4, 6-3                |
| 19. | 4 de mayo de 2015        | Múnich               | Tierra batida     | Alexander Peya | Alexander Zverev Mischa Zverev          | 4-6, 6-1, [10-5]        |
| 20. | 1 de noviembre de 2015   | Basilea              | Dura (i)          | Alexander Peya | Jamie Murray John Peers                 | 7-5, 7-5                |
| 21. | 16 de enero de 2016      | Sídney               | Dura              | Jamie Murray   | Rohan Bopanna Florin Mergea             | 6-3, 7-6(6)             |
| 22. | 30 de enero de 2016      | Abierto de Australia | Dura              | Jamie Murray   | Daniel Nestor Radek Štepánek            | 2-6, 6-4, 7-5           |
| 23. | 10 de septiembre de 2016 | Abierto de EE.UU.    | Dura              | Jamie Murray   | Pablo Carreño Guillermo García-López    | 6-2, 6-3                |
| 24. | 4 de marzo de 2017       | Acapulco             | Dura              | Jamie Murray   | John Isner Feliciano López              | 6-3, 6-3                |
| 25. | 18 de junio de 2017      | Stuttgart            | Hierba            | Jamie Murray   | Oliver Marach Mate Pavić                | 6-7(4), 7-5, [10-5]     |
| 26. | 25 de junio de 2017      | Queen's Club         | Hierba            | Jamie Murray   | Julien Benneteau Édouard Roger-Vasselin | 6-2, 6-3                |
| 27. | 3 de marzo de 2018       | Acapulco             | Dura              | Jamie Murray   | Bob Bryan Mike Bryan                    | 7-6(4), 7-5             |
| 28. | 5 de agosto de 2018      | Washington           | Dura              | Jamie Murray   | Mike Bryan Édouard Roger-Vasselin       | 3-6, 6-3, [10-4]        |
| 29. | 19 de agosto de 2018     | Cincinnati           | Dura              | Jamie Murray   | Juan Sebastián Cabal Robert Farah       | 4-6, 6-3, [10-6]        |
| 30. | 12 de enero de 2019      | Sídney               | Dura              | Jamie Murray   | Juan Sebastián Cabal Robert Farah       | 6-4, 6-3                |
| 31. | 16 de junio de 2019      | Stuttgart            | Hierba            | John Peers     | Rohan Bopanna Denis Shapovalov          | 7-5, 6-3                |
| 32. | 13 de octubre de 2019    | Shanghái             | Dura              | Mate Pavić     | Łukasz Kubot Marcelo Melo               | 6-4, 6-2                |
| 33. | 10 de septiembre de 2020 | Abierto de EE.UU.    | Dura              | Mate Pavić     | Wesley Koolhof Nikola Mektić            | 7-5, 6-3                |
| 34. | 7 de febrero de 2021     | Melbourne I          | Dura              | Jamie Murray   | Juan Sebastián Cabal Robert Farah       | 6-3, 7-6(7)             |
| 35. | 31 de octubre de 2021    | San Petersburgo      | Dura (i)          | Jamie Murray   | Andrey Golubev Hugo Nys                 | 6-3, 6-4                |

#### Finalista (34)
| N.º | Fecha                    | Torneos           | Superficie    | Pareja             | Oponentes                             | Resultado              |
| --- | ------------------------ | ----------------- | ------------- | ------------------ | ------------------------------------- | ---------------------- |
| 1.  | 10 de agosto de 2008     | Washington        | Dura          | Kevin Ullyett      | Marc Gicquel Robert Lindstedt         | 6-7(6), 3-6            |
| 2.  | 29 de agosto de 2009     | New Haven         | Dura          | Kevin Ullyett      | Julian Knowle Jürgen Melzer           | 4-6, 6-7(3)            |
| 3.  | 11 d enero de 2010       | Auckland          | Dura (i)      | Marcelo Melo       | Marcus Daniell Horia Tecău            | 5-7, 4-6               |
| 4.  | 1 de agosto de 2010      | Gstaad            | Tierra batida | Marcelo Melo       | Johan Brunstrom Jarkko Nieminen       | 3-6, 7-6(4), [9-11]    |
| 5.  | 26 de septiembre de 2010 | Metz              | Dura          | Marcelo Melo       | Dustin Brown Rogier Wassen            | 3-6, 3-6               |
| 6.  | 26 de febrero de 2011    | Acapulco          | Tierra batida | Marcelo Melo       | Victor Hănescu Horia Tecău            | 1-6, 3-6               |
| 7.  | 17 de abril de 2011      | Monte Carlo       | Tierra batida | Juan Ignacio Chela | Bob Bryan Mike Bryan                  | 3-6, 2-6               |
| 8.  | 23 de octubre de 2011    | Estocolmo         | Dura          | Marcelo Melo       | Rohan Bopanna Aisam-ul-Haq Qureshi    | 1-6, 3-6               |
| 9.  | 15 de julio de 2012      | Bastad            | Tierra batida | Alexander Peya     | Robert Lindstedt Horia Tecau          | 3-6, 6-7(5)            |
| 10. | 12 d mayo de 2013        | Madrid            | Tierra batida | Alexander Peya     | Bob Bryan Mike Bryan                  | 2-6, 3-6               |
| 11. | 16 de junio de 2013      | Queen's Club      | Hierba        | Alexander Peya     | Bob Bryan Mike Bryan                  | 6-4, 5-7, [3-10]       |
| 12. | 21 de julio de 2013      | Hamburgo          | Tierra batida | Alexander Peya     | Mariusz Fyrstenberg Marcin Matkowski  | 6-3, 1-6, [8-10]       |
| 13. | 7 de septiembre de 2013  | Abierto de EE.UU. | Dura          | Alexander Peya     | Leander Paes Radek Štěpánek           | 1-6, 3-6               |
| 14. | 3 de noviembre de 2013   | París             | Dura (i)      | Alexander Peya     | Bob Bryan Mike Bryan                  | 3-6, 3-6               |
| 15. | 3 de enero de 2014       | Doha              | Dura          | Alexander Peya     | Tomáš Berdych Jan Hájek               | 2-6, 4-6               |
| 16. | 11 de enero de 2014      | Auckland          | Dura          | Alexander Peya     | Julian Knowle Marcelo Melo            | 6-4, 3-6, [5-10]       |
| 17. | 16 de marzo de 2014      | Indian Wells      | Dura          | Alexander Peya     | Bob Bryan Mike Bryan                  | 4-6, 3-6               |
| 18. | 21 de junio de 2014      | Eastbourne        | Hierba        | Alexander Peya     | Treat Huey Dominic Inglot             | 5-7, 7-5, [8-10]       |
| 19. | 20 de julio de 2014      | Hamburgo          | Tierra batida | Alexander Peya     | Marin Draganja Florin Mergea          | 4-6, 5-7               |
| 20. | 14 de junio de 2015      | Stuttgart         | Hierba        | Alexander Peya     | Rohan Bopanna Florin Mergea           | 5-7, 6-2, [10-7]       |
| 21. | 17 de abril de 2016      | Montecarlo        | Tierra batida | Jamie Murray       | Pierre-Hugues Herbert Nicolas Mahut   | 6-4, 0-6, [6-10]       |
| 22. | 31 de julio de 2016      | Toronto           | Dura          | Jamie Murray       | Ivan Dodig Marcelo Melo               | 4-6, 4-6               |
| 23. | 14 de enero de 2017      | Sídney            | Dura          | Jamie Murray       | Wesley Koolhof Matwé Middelkoop       | 3-6, 5-7               |
| 24. | 20 de agosto de 2017     | Cincinnati        | Dura          | Jamie Murray       | Pierre-Hugues Herbert Nicolas Mahut   | 6-7(6), 4-6            |
| 25. | 8 de octubre de 2017     | Tokio             | Dura          | Jamie Murray       | Ben McLachlan Yasutaka Uchiyama       | 4-6, 6-7(1)            |
| 26. | 5 de enero de 2018       | Doha              | Dura          | Jamie Murray       | Oliver Marach Mate Pavić              | 2-6, 6-7(6)            |
| 27. | 24 de junio de 2018      | Queen's Club      | Hierba        | Jamie Murray       | Henri Kontinen John Peers             | 4-6, 3-6               |
| 28. | 14 de octubre de 2018    | Shanghái          | Dura          | Jamie Murray       | Łukasz Kubot Marcelo Melo             | 4-6, 2-6               |
| 29. | 28 de abril de 2019      | Barcelona         | Tierra batida | Jamie Murray       | Juan Sebastián Cabal Robert Farah     | 4-6, 6-7(4)            |
| 30. | 20 de octubre de 2019    | Estocolmo         | Dura (i)      | Mate Pavić         | Henri Kontinen Édouard Roger-Vasselin | 4-6, 2-6               |
| 31. | 10 de octubre de 2020    | Roland Garros     | Tierra batida | Mate Pavić         | Kevin Krawietz Andreas Mies           | 3-6, 5-7               |
| 32. | 8 de noviembre de 2020   | París             | Dura (i)      | Mate Pavić         | Félix Auger-Aliassime Hubert Hurkacz  | 7-6(3), 6-7(7), [2-10] |
| 33. | 10 de septiembre de 2021 | Abierto de EE.UU. | Dura          | Jamie Murray       | Rajeev Ram Joe Salisbury              | 6-3, 2-6, 2-6          |
| 34. | 20 de febrero de 2022    | Río de Janeiro    | Tierra batida | Jamie Murray       | Simone Bolelli Fabio Fognini          | 5-7, 7-6(2), [6-10]    |